# Leeskow (Neu-Seeland)
Leeskow, niedersorbisch Lask, ist ein Ort im südbrandenburgischen Landkreis Oberspreewald-Lausitz. Leeskow ist eine Ortslage von Lindchen, einem Teil der Gemeinde Neu-Seeland im Amt Altdöbern und zählt zum amtlichen Siedlungsgebiet der Sorben/Wenden.

## Geografie
Leeskow liegt in der Niederlausitz im westlichen Teil der Gemeinde Neu-Seeland. Im Osten und Norden grenzen die Gemeindeteile Lindchen, Lubochow und Kunersdorf, das ebenfalls eine Ortslage von Lindchen ist. Im Süden und Westen liegen Ortsteile von Großräschen, Allmosen, Woschkow und Dörrwalde.

## Geschichte
Im Jahre 1536 wurde Leeskow als Besitz der Familie von Muschelwitz erstmals erwähnt. Der Familie Muschelwitz gehörte auch Petershain, ein Ort in der Nähe von Neupetershain und Leuthen, ein Ortsteil der heutigen Gemeinde Drebkau. Im Jahre 1691 verkaufte Hans Caspar der Jüngere von Muschwitz für 3100 Thaler das Dorf an Christoph Heinrich von Lambo. Dieser verkaufte es 1697 an den Oberstleutnant Georg Sigismund von Reiswitz für 5250 Thaler. Dessen Witwe verkaufte das Gut Leeskow im Jahr 1722 für 10.200 Thaler an Christian Ernst von Knoch. Nach Knochs Tod am 4. Januar 1756 im nahegelegenen Pritzen erbte sein Sohn Otto Ernst von Knoch Leeskow. Nachdem Knoch am 30. November 1787 starb, erbte es der Sohn seiner Schwester Christian Friedrich von Rex. Er starb am 27. August 1802 kinderlos. Seine Erbin und Witwe Johanna Elisabeth von Waltersdorf heiratete in zweiter Ehe den Grafen Friedrich von Beust, dieser starb am 4. Dezember 1821.
Bis zur ersten Hälfte des 19. Jahrhunderts war Sorbisch die im Ort vorherrschende Sprache. 1884 zählte Arnošt Muka in Leeskow 105 Einwohner, davon noch 35 Sorben (33 %) und 70 Deutsche.
Im Jahr 1840 wird Leutnant Eduard Vogel als Besitzer des Gutes genannt. Bis mindestens zum Jahr 1861 bleibt es in Vogels Besitz. Als Größe werden 1508 Morgen genannt. Im Jahr 1885 wird Arthur Petrich als Besitzer von Leeskow erwähnt, um 1907 erbt sein Sohn Staatsanwaltsrat Walter Petrich aus Hannover den Ort. Nach einer Reihe weiterer Besitzwechsel erwerben um 1923 die Anhaltischen Kohlengruben das Gut.
Am 1. Januar 1926 wurde Kunersdorf nach Leeskow eingemeindet. Am 1. Januar 1974 wurde der Leeskow nach Lindchen eingemeindet. Im Zuge der brandenburgischen Gemeindegebietsreform kam es zum 1. Februar 2002 zur Bildung der Gemeinde Neu-Seeland aus den Gemeinden Lubochow, Ressen und Bahnsdorf sowie Lindchen mit den Ortslagen.

## Einwohnerentwicklung
| 1875 | 94  | 1890 | 95  |
| 1910 | 83  | 1925 | 137 |
| 1933 | 114 | 1939 | 193 |
| 1946 | 170 | 1950 | 174 |
| 1964 | 128 | 1971 | 119 |

## Sehenswürdigkeiten

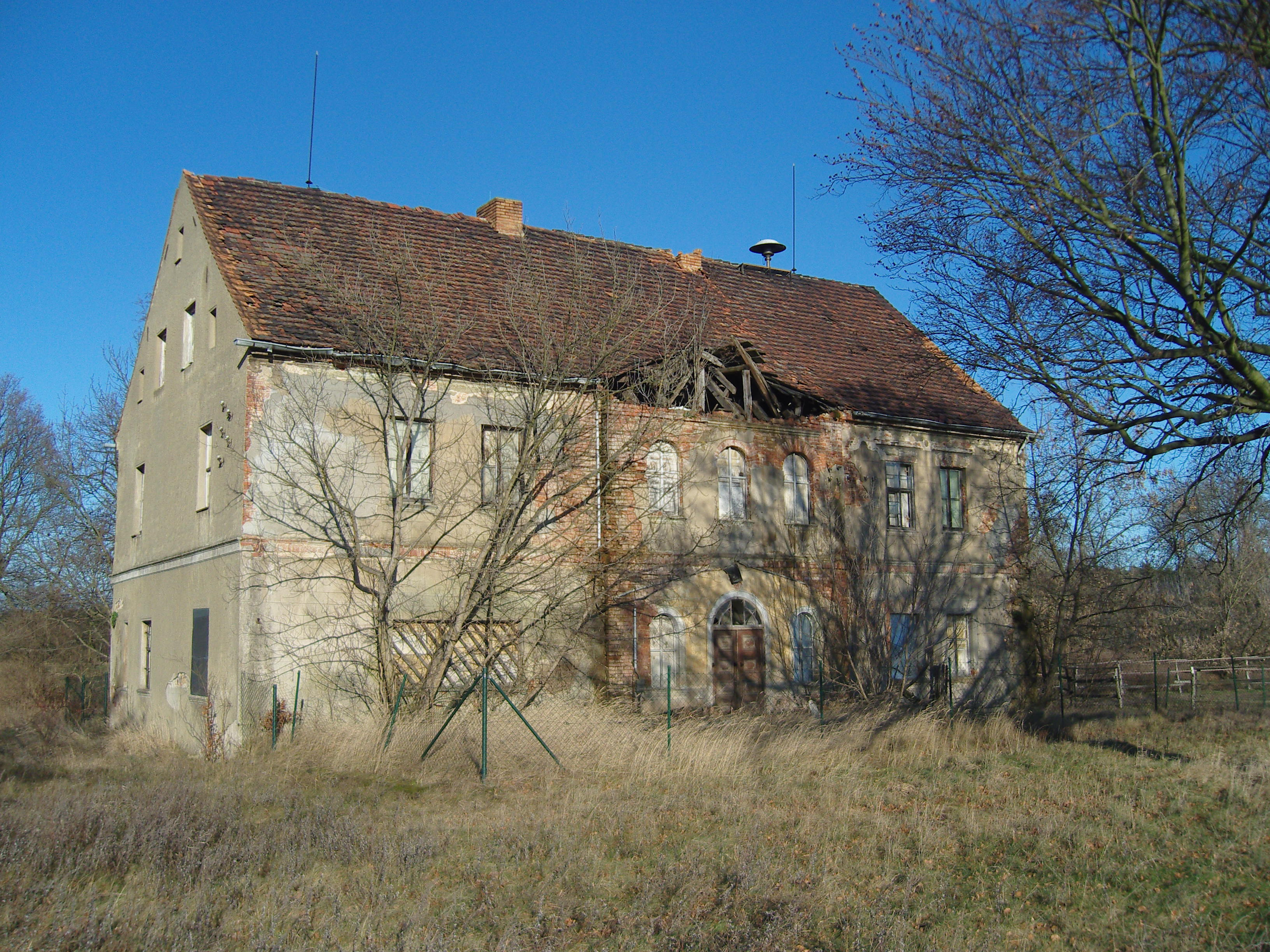
Herrenhaus

In Leeskow gibt es ein Herrenhaus mit Garten, welches in die Landesdenkmalliste des Landes Brandenburg aufgenommen ist.